# Double Trouble (пісня Отіса Раша)
«Double Trouble» — пісня американського блюзового гітариста Отіса Раша, випущена синглом у 1959 році на лейблі Cobra. Стіві Рей Вон назвав свій гурт Double Trouble на честь пісні Раша.

## Оригінальна версія
Пісня була написана чиказьким блюзовим музикантом Отісом Рашем (на момент запису було 23 роки), який на той момент працював на лейблі Cobra. Записана під час сесії у 1958 році в Чикаго (Іллінойс), в якій взяли участь Раш (гітара і вокал), Едді Джонс та Карлсон Олів'є (обидва — тенор-саксофон), Джекі Бренстон (баритон-саксофон), Гарольд Беррейдж або Літтл Бразер Монтгомері (фортепіано), Айк Тернер (гітара), Віллі Діксон (контрабас) і Оді Пейн (ударні). Продюсером виступив Віллі Діксон. 
Пісня була випущена у лютому 1959 року лейблом Cobra на синглі з «Keep On Loving Me Baby» на стороні «Б».
У 1969 році оригінальний запис був включений до збірки This One's a Good 'Un , виданій на Blue Horizon. Пізніше Раш записав декілька студійних і концертних версій пісні, наприклад для Blues Interaction — Live in Japan 1986 (1989).

## Інші версії
Пісню перезаписали інші виконавці, зокрема Paul Butterfield Blues Band для The Resurrection of Pigboy Crabshaw (1967), Джон Мейолл і the Bluesbreakers з Пітером Гріном для Looking Back (1969), Ерік Клептон для No Reason to Cry (1976), Just One Night (1980) і Crossroads (1988).

## Визнання і вплив
У 2008 році пісня «Double Trouble» в оригінальному виконанні Раша (Cobra, 1958) була включена до Зали слави блюзу в категорії «Класичний блюзовий запис — пісня».
Стіві Рей Вон назвав свій гурт Double Trouble на честь пісні Раша.